# A 7. törpe
A 7. törpe (eredeti cím: Der 7bte Zwerg) 2014-ben bemutatott német 3D-s számítógépes animációs film, amelynek a rendezői Boris Aljinovic és Harald Siepermann, a producerei Douglas Welbat, Otto Waalkes, Bernd Eilert, Hans-Otto Mertens, Tilo Seiffert, Nikolaus Lohmann, Klaus Dohle, Matthias Triebel és Thilo Kleine, az írói Harald Siepermann, Daniel Welbat, Douglas Welbat, Otto Waalkes, Bernd Eilert és Sven Unterwaldt Jr., a zeneszerzői Daniel Welbat és Stephan Gade. A mozifilm a Zipfelmützen GmbH & Co. KG gyártásában készült, a Universal Pictures  forgalmazásában jelent meg. Műfaját tekintve fantasyfilm, filmvígjáték, és kalandfilm.
Németországban 2014. szeptember 25-én mutatták be, Magyarországon 2015. március 26-án.

## Szereplők
| Szereplő          | Eredeti hang        | Angol hang        | Magyar hang      |
| ----------------- | ------------------- | ----------------- | ---------------- |
| Bobo              | Otto Waalkes        | Joshua Graham     | Görög László     |
| Tschakko          | Mirco Nontschew     | Matt Gilbert      | Zámbori Soma     |
| Cloudy            | Boris Aljinovic     | Al Parrish        | Széles Tamás     |
| Sunny             | Ralf Schmitz        | Geoff May         | Lippai László    |
| Cooky             | Gustav Peter Wöhler | Joe Marth         | Elek Ferenc      |
| Speedy            | Martin Schneider    | Cameron Elvin     | Bozsó Péter      |
| Rose hercegnő     | Mia Diekow          | Peyton List       | Kovács Patrícia  |
| Jack              | Henning Nöhren      | James Frantowski  | Szabó Dávid      |
| Hófehérke         | Cosma Shiva Hagen   | Lindsay Goodtimes | Csuha Borbála    |
| Piroska           | Tanya Kahana        | Ana Sani          | Mahó Andrea      |
| Burner, a sárkány | Christian Brückner  | Norm MacDonald    | Schneider Zoltán |
| Herman, a sellő   | Das Bo              | Dov Gray          | Gesztesi Károly  |
| Dellamorta        | Nina Hagen          | Nina Hagen        | Hegyi Barbara    |
| Ralphy            | Norbert Heisterkamp | Peter Karwowski   | Hajdu Steve      |
| Király            | Peter Weck          | Dave Pender       | Papp János       |
| Rozsdás           | TBA                 | TBA               | Várkonyi András  |

További magyar hangok: Bácskai János,  Boros Tibor,  Fellegi Lénárd,  Jenes Kitty,  Józsa Imre,  Juhász Levente,  Sánta László,  Szabó Máté